# Weyprechtia heuglini
Weyprechtia heuglini är en kräftdjursart som först beskrevs av Buchholz 1874.  Weyprechtia heuglini ingår i släktet Weyprechtia och familjen Calliopiidae. Inga underarter finns listade i Catalogue of Life.